# Manilkara roxburghiana
Manilkara roxburghiana är en tvåhjärtbladig växtart som först beskrevs av Robert Wight, och fick sitt nu gällande namn av Marcel Marie Maurice Dubard. Manilkara roxburghiana ingår i släktet Manilkara och familjen Sapotaceae. Inga underarter finns listade i Catalogue of Life.